# Općina Ljubno
Općina Ljubno (slo.:Občina Ljubno) je općina u sjevernoj Sloveniji u pokrajini Štajerskoj i statističkoj regiji Savinjskoj. Središte općine je naselje Ljubno ob Savinji s 1.155 stanovnika.

## Zemljopis
Općina Ljubno nalazi se u sjevernom dijelu Slovenije, u krajnje jugozapadnom dijelu pokrajine Štajerske. Središnji dio općine je dolina rijeke Savinje u gornjem dijelu njenog toka. Iznad doline uzdižu se brda i planine Savinjskih Alpa.
U nižem dijelu općine vlada umjereno kontinentalna klima, a u višem njena oštrija, planinska varijanta. Najvažniji vodotok u općini je rijeka Savinja. Svi ostali vodotoci su mali i njeni su pritoci.

## Naselja u općini
Juvanje, Ljubno ob Savinji, Meliše, Okonina, Planina, Primož pri Ljubnem, Radmirje, Savina, Ter

## Vanjske poveznice
- Službena stranica općine